# Gran Premi de l'Azerbaidjan del 2018
El Gran Premi de l'Azerbaidjan de 2018 va ser la quarta prova puntuable de la temporada 2018 de Fórmula 1. Es va córrer des del 27 al 29 d'abril al Circuit urbà de Bakú, Azerbaidjan.

## Entrenaments lliures

### Primers lliures
Resultats
| Pos.                 | Nº | Pilot             | Equip/Motor               | Millor temps | Diferència | Compost  | Voltes |
| -------------------- | -- | ----------------- | ------------------------- | ------------ | ---------- | -------- | ------ |
| 1                    | 5  | Sebastian Vettel  | Ferrari                   | 1:42.762     | 1:43.015   | 1:41.498 | 1      |
| 2                    | 44 | Lewis Hamilton    | Mercedes                  | 1:42.693     | 1:42.676   | 1:41.677 | 2      |
| 3                    | 77 | Valtteri Bottas   | Mercedes                  | 1:43.355     | 1:42.679   | 1:41.837 | 3      |
| 4                    | 3  | Daniel Ricciardo  | Red Bull Racing-TAG Heuer | 1:42.857     | 1:43.482   | 1:41.911 | 4      |
| 5                    | 33 | Max Verstappen    | Red Bull Racing-TAG Heuer | 1:42.642     | 1:42.901   | 1:41.994 | 5      |
| 6                    | 7  | Kimi Räikkönen    | Ferrari                   | 1:42.538     | 1:42.510   | 1:42.490 | 6      |
| 7                    | 31 | Esteban Ocon      | Force India-Mercedes      | 1:43.021     | 1:42.967   | 1:42.523 | 7      |
| 8                    | 11 | Sergio Pérez      | Force India-Mercedes      | 1:43.992     | 1:43.366   | 1:42.547 | 8      |
| 9                    | 27 | Nico Hülkenberg   | Renault                   | 1:43.746     | 1:43.232   | 1:43.066 | 141    |
| 10                   | 55 | Carlos Sainz Jr.  | Renault                   | 1:43.426     | 1:43.464   | 1:43.351 | 9      |
| 11                   | 18 | Lance Stroll      | Williams-Mercedes         | 1:44.359     | 1:43.585   |          | 10     |
| 12                   | 35 | Sergey Sirotkin   | Williams-Mercedes         | 1:44.261     | 1:43.886   |          | 11     |
| 13                   | 14 | Fernando Alonso   | McLaren-Renault           | 1:44.010     | 1:44.019   |          | 12     |
| 14                   | 16 | Charles Leclerc   | Sauber-Ferrari            | 1:43.752     | 1:44.074   |          | 13     |
| 15                   | 20 | Kevin Magnussen   | Haas-Ferrari              | 1:43.674     | 1:44.759   |          | 15     |
| 16                   | 2  | Stoffel Vandoorne | McLaren-Renault           | 1:44.489     |            |          | 16     |
| 17                   | 10 | Pierre Gasly      | Scuderia Toro Rosso-Honda | 1:44.496     |            |          | 17     |
| 18                   | 9  | Marcus Ericsson   | Sauber-Ferrari            | 1:45.541     |            |          | 18     |
| 107% temps: 1:49.715 |    |                   |                           |              |            |          |        |
| —                    | 28 | Brendon Hartley   | Scuderia Toro Rosso-Honda | 1:57.354     |            |          | 192    |
| —                    | 8  | Romain Grosjean   | Haas-Ferrari              | Sense temps  |            |          | 202    |
| Font:                |    |                   |                           |              |            |          |        |

Notes
- ^1  – Nico Hülkenberg fou penalitzat amb 5 posicions a la graella de sortida per substituir la caixa de canvi[4]
- ^2  – Brendon Hartley i Romain Grosjean no van marcar temps inferior al 107% però foren qualificats per la carrera per decisió dels comissaris de cursa. Grosjean fou penalitzat amb 5 posicions a la graella de sortida per substituir la caixa de canvi.[4]

## Carrera
Resultats
| Pos.  | Nº | Pilot             | Equip-motor               | Voltes | Temps/Retirat | Graella | Punts |
| ----- | -- | ----------------- | ------------------------- | ------ | ------------- | ------- | ----- |
| 1     | 44 | Lewis Hamilton    | Mercedes                  | 51     | 1:43:44.291   | 2       | 25    |
| 2     | 7  | Kimi Räikkönen    | Ferrari                   | 51     | +2.460        | 6       | 18    |
| 3     | 11 | Sergio Pérez      | Force India-Mercedes      | 51     | +4.024        | 8       | 15    |
| 4     | 5  | Sebastian Vettel  | Ferrari                   | 51     | +5.329        | 1       | 12    |
| 5     | 55 | Carlos Sainz Jr.  | Renault                   | 51     | +7.515        | 9       | 10    |
| 6     | 16 | Charles Leclerc   | Sauber-Ferrari            | 51     | +9.158        | 13      | 8     |
| 7     | 14 | Fernando Alonso   | McLaren-Renault           | 51     | +10.931       | 12      | 6     |
| 8     | 18 | Lance Stroll      | Williams-Mercedes         | 51     | +12.546       | 10      | 4     |
| 9     | 2  | Stoffel Vandoorne | McLaren-Renault           | 51     | +14.152       | 16      | 2     |
| 10    | 28 | Brendon Hartley   | Scuderia Toro Rosso-Honda | 51     | +18.030       | 19      | 1     |
| 11    | 9  | Marcus Ericsson   | Sauber-Ferrari            | 51     | +18.512       | 18      |       |
| 12    | 10 | Pierre Gasly      | Scuderia Toro Rosso-Honda | 51     | +24.720       | 17      |       |
| 13    | 20 | Kevin Magnussen   | Haas-Ferrari              | 51     | +40.6631      | 15      |       |
| 142   | 77 | Valtteri Bottas   | Mercedes                  | 48     | Punxada       | 3       |       |
| Ret   | 8  | Romain Grosjean   | Haas-Ferrari              | 42     | Accident      | 20      |       |
| Ret   | 33 | Max Verstappen    | Red Bull Racing-TAG Heuer | 39     | Col·lisió     | 5       |       |
| Ret   | 3  | Daniel Ricciardo  | Red Bull Racing-TAG Heuer | 39     | Col·lisió     | 4       |       |
| Ret   | 27 | Nico Hülkenberg   | Renault                   | 10     | Accident      | 14      |       |
| Ret   | 31 | Esteban Ocon      | Force India-Mercedes      | 0      | Col·lisió     | 7       |       |
| Ret   | 35 | Sergey Sirotkin   | Williams-Mercedes         | 0      | Col·lisió     | 11      |       |
| Font: |    |                   |                           |        |               |         |       |

Notes
- ^1  – Kevin Magnussen fou penalitzat amb 10 segons per causar una col·lisió.
- ^2  – Valtteri Bottas no va acabar la cursa però es dona per classificat al haver completat el 90% de la distància total de la cursa.